# Шепот от отвъдното (сезон 4)
Четвъртият сезон на Шепот от отвъдното, американски сериал, създаден от Джон Грей, се излъчва в САЩ между 3 октомври 2008 г. и 15 май 2009 г., съдържайки 23 епизода. Сериалът следи живота на млада жена, която може да общува с духовете на мъртвите. Докато някои хора отблъскват нея и дарбата ѝ, Мелинда се бори да води възможно най-нормален живот със семейството си.
Четвъртият сезон се излъчва в САЩ всяка петък вечер в 20:00 по CBS, където получава 10,62 милион зрители средно на епизод, най-високия среден рейтинг от всички сезони.
Сезонът започва излъчването си на 10 февруари 2011 г. по FoxLife и завършва на 13 май 2011 г.

## Сюжет
В четвърти сезон се разкрива, че петте сенки са били знак от Набюдателите за скорошна смърт. Мелинда се запознава с Илай Джеймс, а професор Пейн тръгва на проучване в Хималаите. През това време Джим и Мелинда се опитват да имат свое дете, но при инцидент, Джим бива прострелят по погрешка. В болницата той получава аневризъм и умира. Седмица по-късно при катастрофа на мотор и кола, Сам Лукас умира и Джим се вселява в тялото му, но губи паметта си. През сезона Мелинда се опитва да му подскаже за миналия му живот като Джим Кланси. Двамата се влюбват отново. Мелинда разбира, че всеки, който знае, че Сам е Джим, го вижда като Джим. Много перипети се появяват по време на опитите на Мелинда, но накрая, когато Мелинда бива заклещена и е в опасност, Сам (Джим) се хвърля във водата. Преди да стигне до нея, той за малко не умира и се събужда с думите „Защо ме наричаш Сам, Мел?“, възвръщайки паметта си. След това те разбират, че Мелинда е била бременна още преди Джим да умре. Същевременно Илай открива Книгата на Промените. Тя е мистериозна книга, която променя съдържанието си, попадайки в ръцете на различни лица. Мелинда и Илай виждат написани имената на Андреа, Джим, Сам и приятелката на Илай, Зоуи с дати до тях. Имената са на хора, умрели и върнали се към живота, дори и за кратко. Най-отдолу е името на Мелинда, а до нея предназначена за раждането на сина ѝ – 25 септември 2009 година. Същевременно Карл Наблюдателя казва на Мелинда, че синът няма да има нейната дарба, а много, много повече. Сезонът свършва с повторната сватба на Джим и Мелинда, организирана на мястото, където те за пръв път са се срещнали.

## Продукция
„Шепот от отвъдното“ е планиран приблизително 2 години преди премиерата си. Той е съвместна продукция на ABC Studios и CBS. Базиран е на истории на Джеймс Ван Прааг и Мери Ан Уинковски. Заснет е на сцени в Universal Studios, като за част от декора са използвани декори от други филми. Екипът на сериала твърди, че са посещавани от истински духове, докато снимат. В началото са предвидени само 13 епизода за целия сериал, но след успешния си дебют на 23 септември 2005 година е поръчан пълен 22-епизодов първи сезон. След като „Шепот от отвъдното“ разбива мита за проклятието на петък вечер (в САЩ в петък вечер рейтингите на всички предавания падат) той продължава и за втори сезон. Трети сезон прави своята премиера, но рейтингите падат и това съвпада със Стачката на сценаристите, която оставя сериала 3 месеца без нови епизоди и в опасност от спиране. Но CBS поръчват още 6 епизода и така сезонът остава най-краткия от всички, със своите 18 епизода. Когато четвърти сезон дебютира, рейтингите се вдигат драстично и сериалът се популяризира дори повече. CBS добавят още 1 епизод към планираните 22 поради успеха на сезона. През сезона Дженифър Лав Хюит прави своя режисьорски дебют с епизода „Body of Water“.

## Рейтинг
С премиерата на четвърти сезон, сериалът започва да вдига рейтингите си до нивото на първи или втори сезон заради сюжета. След като основният сюжетен проблем на сезона (смъртта на Джим) се разреши, рейтингите започнаха да падат, въпреки обещания вълнуващ сюжет в 5-и сезон. Четвърти сезон свършва с най-високия среден рейтинг от всички сезони – 10,62 милиона зрители. Най-високият рейтинг на сезона е на 7-и епизод – 11,57 милион зрители, а най-ниският е 3-ти епизод – 8,97 милиона зрители.

## DVD релийзи
| Сезон | Данни | Екстри                                                           | Дата на пускане |
| ----- | --- | ---------------------------------------------------------------- | --- |
| 4     | - 23 - 6 discs - Видео: Широкоерканно 1.78:1 Aspect Ratio - Аудио: Dolby Digital 5.1 Surround - Със субтитри | - Аудио коментари - Зад сцените - The Other Side III уеб-епизоди | Регион 1 22 септември 2009 Регион 2 1 март 2010 Регион 3 N/A Регион 4 9 март 2010 (Австралия) 12 май 2010 (Бразилия) 10 март 2010 (Аржентина) |

## Герои и актьори
| Актьор            | Герой                        |
| ----------------- | ---------------------------- |
| Дженифър Лав Хюит | Мелинда Гордън               |
| Дейвид Конрад     | Джим Кланси/Сам Лукас        |
| Камрин Манхайм    | Делиа Банкс                  |
| Кристоф Сандърс   | Нед Банкс                    |
| Джейми Кенеди     | Илай Джеймс                  |
| Джей Мор          | Професор Рик Пейн (1 епизод) |

## Епизоди
| Еп. № | Заглавие                      | Сценарист(и)                   | Режисьор(и)       | Първо излъчване                                          | Брой зрители (в милиони) |
| --- | ----------------------------- | ------------------------------ | ----------------- | -------------------------------------------------------- | ------------------------ |
| 1 | Firestarter                   | П.К. Саймъндс                  | Ерик Ланювил      | 3 октомври 2008 г. (САЩ) 10 февруари 2011 г. (България)  | 9.44                     |
| Мелинда се запознава с професора по психология Илай Джеймс, след като Джим го спасява при пожар в университета. Скоро Мелинда разбира, че Илай има способността да чува духове, но не и да ги вижда. Също така, при пожара, един от Наблюдателите казва на Мелинда, че тя се движи между света на мъртвите и живите, но скоро някой свързан с ней ще се озове при мъртвите, повличайки със себе си и нея. |                               |                                |                   |                                                          |                          |
| 2 | Big Chills                    | Лоури МъкКарти                 | Питър Вернер      | 10 октомври 2008 г. (САЩ) 11 февруари 2011 г. (България) | 9.69                     |
| Стара съученичка от гимназията, Грейс Адамс, се свързва с Мелинда, защото мисли, че е посещавана от духа на мъртвия ѝ приятел Лукас. Всичко е свързано с общата тайна на Грейс, Лукс и друг техен приятел; преди 10 години са премълчали за катастрофа, при която са убили човек, вместо да съобщят в полицията. |                               |                                |                   |                                                          |                          |
| 3 | Ghost In The Machine          | Ренин Реншоу                   | Стийв Робман      | 17 октомври 2008 г. (САЩ) 15 февруари 2011 г. (България) | 8.97                     |
| Мелинда открива дух, който преследва млади момичета, в една от онлайн игрите на Нед, в която играят и негови приятели. Мел подозира, че духът е опасен и решава да стане част от онлайн гилдията, за да му помогне. |                               |                                |                   |                                                          |                          |
| 4 | Save Our Souls                | Марк Б. Пери                   | Глория Музио      | 24 октомври 2008 г. (САЩ) 16 февруари 2011 г. (България) | 10.14                    |
| По случай медения си месец, Джим и Мелинда заминават на пътешествие с кораб. Оказва се, че на кораба е пълно с духове, един от които следи младоженците Рич и Джулия. Духът е на младо момиче, измамено от своя годеник, което следи всеки млад мъж, пътуващ на кораба. Когато се връщат от месеца, Мелинда започва да подозира, че е бременна. |                               |                                |                   |                                                          |                          |
| 5 | Bloodline                     | Мелиса Блейк и Джой Блейк      | Иан Сандър        | 31 октомври 2009 г. (САЩ) 17 февруари 2011 г. (България) | 9.40                     |
| Даяна Морисън и приятелката ѝ Оливия Келър са сменени при раждането. Даяна припада на тенис корта и умира от кръвосъсирек в белите дробове. Мелинда открива, че майката на Даяна е знаела за смяната на бебетата, но го е запазила в тайна. |                               |                                |                   |                                                          |                          |
| 6 | Imaginary Friends And Enemies | Вивиан Лий                     | Ерик Ланювил      | 7 ноември 2008 г. (САЩ) 18 февруари 2011 г. (България)   | 11.06                    |
| Мелинда и Джим са на сватбено тържество, където въобръжаемия приятел на малко момиченце, започва опасна игра на криеница. Само Мелинда може да успокои духа, който създава големи проблеми. Но неочакван обрат води събитията до фатални последствия, засягащи живота на Мелинда... |                               |                                |                   |                                                          |                          |
| 7 | Threshold                     | Джон Грей                      | Джон Грей         | 14 ноември 2008 г. (САЩ) 22 февруари 2011 г. (България)  | 11.57                    |
| След смъртта на Джим, Мелинда е в такъв шок, че престава да вижда духове, дори и този на Джим. В същото време той вижда брат си, който го очаква, за да преминат заедно в Светлината, но Джим не иска да изостави Мелинда. На погребението му, изненадващо пускат любимата му песен и всички започват да танцуват. Забравила за миг скръбта си, Мелинда вижда Джим измежду хората. Тя се опитва да го убеди да премине в Светлината, защото мястото му вече е там, но той отказва и когато автомобил блъска мотор на пътя и духът на Джим се вселява в тялото на загиналия моторист, само за да се върне към живота, изгубил всичките си спомени.                                          |                               |                                |                   |                                                          |                          |
| 8 | Heart & Sould                 | П.К. Саймъндс и Марк Б. Пери   | Иън Сандър        | 21 ноември 2008 г. (САЩ) 25 февруари 2011 г. (България)  | 11.28                    |
| След като Джим изгуби паметта си, влизайки в тялото на Сам, сега Мелинда е принудена да се опита да му помогне. Тя започва да му припомня тайно миналият му живот, като започва с покана да живее у тях. |                               |                                |                   |                                                          |                          |
| 9 | Pieces Of You                 | Лори МъкКарти                  | Джим Кресантис    | 5 декември 2009 г. (САЩ) 4 март 2011 г. (България)       | 9.97                     |
| Мелинда открива дух на момиче, обявено за изчезнало преди 12 години. Сега тя търси отмъщение, мислейки, че брат ѝ я е убил. |                               |                                |                   |                                                          |                          |
| 10 | Ball & Chain                  | Кристина М. Ким и Ренин Реншоу | Ерик Ланювил      | 19 декември 2009 г. (САЩ) 11 март 2011 г. (България)     | 10.18                    |
| Мелинда се изправя пред смъртна опасност, помагайки на объркан дух, който трябва да разбере брака си, за да премине. |                               |                                |                   |                                                          |                          |
| 11 | Life On The Line              | Кристина М. Ким и Ренин Реншоу | Ерик Ланювил      | 9 януари 2009 г. (САЩ) 18 март 2011 г. (България)        | 10.64                    |
| 14-годишно момче е убито, докато коси градината. Семейството му се разпада и последното му желание е да ги събере заедно. Междувременно, Делия я преследва дух. |                               |                                |                   |                                                          |                          |
| 12 | This Joint's Haunted          | Марк Б. Пери                   | Марк Розман       | 16 януари 2009 г. (САЩ) 25 март 2011 г. (България)       | 10.58                    |
| Мелинда и Сам (Джим) отиват на пътешествие, но се озовават в бой из барове и нахални духове. Мелинда се изправя пред най-голямата опасност за мечтите си, когато бившата приятелка на Сам идва, за да си го вземе. |                               |                                |                   |                                                          |                          |
| 13 | Body Of Water                 | П.К. Саймъндс и Лоури МъкКарти | Дженифър Лав Хюит | 23 януари 2009 г. (САЩ) 1 април 2011 г. (България)       | 11.18                    |
| Когато Ники идва да вземе Сам (Джим) със себе си, Мелинда се опасява, че той никога няма да си спомни кой е. Междувременно Мелинда открива група мистериозни и отмъстителни духове в едно езеро наблизо, където са били хвърляни тела, предназначени за кремиране. |                               |                                |                   |                                                          |                          |
| 14 | Slow Burn                     | Ренин Реншоу                   | Стийв Робман      | 6 февруари 2009 г. (САЩ) 8 април 2011 г. (България)      | 11.41                    |
| Докато Мелинда и Сам (Джим) решават да се пробват да излизат заедно, Мелинда трябва да помогне на духа на Дебора Маркс да защити дъщеря си Кристи от вредно гадже. |                               |                                |                   |                                                          |                          |
| 15 | Greek Tragedy                 | Кристина М. Ким                | Карън Гавиола     | 13 февруари 2009 г. (САЩ) 15 април 2011 г. (България)    | 10.30                    |
| Момиче изчезва в гората по време на ритуал. Същевременно, при Мелинда идва момиче, починало при същия ритуал преди 40 години. |                               |                                |                   |                                                          |                          |
| 16 | Ghost Busted                  | Марк Б. Пери и П.К. Саймъндс   | Джон Беринг       | 27 февруари 2009 г. (САЩ) 22 април 2011 г. (България)    | 11.54                    |
| Съседи на Мелинда и Джим (Сам) викат ловец на духове, оборудван с нова техника, за да прогони дух от къщата им. В крайна сметка Мелинда се изправя пред задължението да каже на Сам, че вижда духове, когато той казва, че духовете са измислица. |                               |                                |                   |                                                          |                          |
| 17 | Delusions Of Grandview        | Лоури МъкКарти и Марк Б. Пери  | Джефри Леви       | 6 март 2009 г. (САЩ) 22 април 2011 г. (България)         | 11.09                    |
| Сам (Джим) помага на Мелинда, когато тя се опитва да разбере какво се случва в клас от детската градина. В крайна сметка Сам (Джим) разбира, че той е влязъл в тялото на Сам. Когато Мелинда му казва това, той ѝ отвръща, че ѝ е нужна помощ и я оставя. |                               |                                |                   |                                                          |                          |
| 18 | Leap Of Faith                 | Джон Грей                      | Иън Сандър        | 13 март 2009 г. (САЩ) 29 април 2011 г. (България)        | 10.58                    |
| Мелинда се сблъсква с богат бизнесмен, който работи като механик във водоснабдителна компания. Той е като Сам (Джим), дух е влязъл в тялото му и сега не помни миналия си живот, но не е имал човек като Мелинда, за да му помага. Междувременно, когато Мелинда е поставена в смъртна опасност от удавяне, Джим се хвърля и удря главата си в тръба, губейки съзнание. Той едва не умира, но доплува до Мелинда и ѝ отговаря с думите "Защо ме наричаш „Сам“, Мел?", спомняйки си кой е. |                               |                                |                   |                                                          |                          |
| 19 | Thrilled To Death             | Лоури МъкКарти и Ренин Реншоу  | Глория Музио      | 10 април 2010 г. (САЩ) 29 април 2011 г. (България)       | 10.08                    |
| Морган живее в сградата на Илай. Преследва я духът на Рик Хартман. Мелинда и Илай откриват, че Морган е болна от рак, а Рик е умрял преди 6 месеца в трагичен инцидент с парашут. Същевременно се разбира, че и Рик е имал рак и е направил списък с нещата, които иска да направи, преди да умре. Последното нещо записано е „Морган“... |                               |                                |                   |                                                          |                          |
| 20 | Stage Fright                  | Марк Б. Пери                   | Ерик Ланювил      | 24 април 2009 г. (САЩ) 6 май 2011 г. (България)          | 9.23                     |
| Дух преследва екипът на сериал, който се снима в Грандвю, защото са го убили по инцидент. Междувременно, Мелинда и Джим откриват нещо, което ще обърне живота им напълно – Мелинда е бременна във втория месец, още преди Джим да умре. |                               |                                |                   |                                                          |                          |
| 21 | Cursed                        | Лоури МъкКарти                 | Ким Моузес        | 1 май 2009 г. (САЩ) 6 май 2011 г. (България)             | 9.79                     |
| Мелинда открива малка къща с обладани от духове кукли вътре в антикварния си магазин. |                               |                                |                   |                                                          |                          |
| 22 | Endless Love                  | П.К. Саймъндс                  | Иън Сандър        | 8 май 2009 г. (САЩ) 13 май 2011 г. (България)            | 9.50                     |
| Мелинда трябва да планира сватбата си, докато помага на жена, която си мисли, че вампири я преследват, преминавайки през ужасяващи видения. |                               |                                |                   |                                                          |                          |
| 23 | The Book of Changes           | Джон Грей                      | Джон Грей         | 15 май 2009 г. (САЩ) 13 май 2011 г. (България)           | 9.15                     |
| След като безлико момиче, казва на Мелинда „Не можеш да я спасиш“, тя се притеснява за безопасността на детето си. По-късно научава, че бебето ще е момче, а момичето е говорело за Зоуи, приятелка на Илай. Книга наречена Книгата на Промените се озовава в ръцете на Илай. В нея виждат списък с хора, които са починали и са се върнали по някакъв начин. Името на Мелинда е в нея, като до него е изписана датата на термина ѝ – 25 септември. Същевременно, Карл Наблюдателя ѝ казва, че синът ѝ няма да има нейната дарба, а много, много повече.. Сезонът свършва как Мелинда и Джим се женят наново, а около тях се появяват бели духове, по-късно представени като Блестящите... |                               |                                |                   |                                                          |                          |

## Рейтинги на сезона
| Име на епизода                | Зрители в милиони | Рейтинг/Шеър (18 – 49) | Зрители + 7 дни от излъчването | Зрители в Канада в милиони |
| ----------------------------- | ----------------- | ---------------------- | ------------------------------ | -------------------------- |
| Firestarter                   | 9.44              | 2.5/9                  | 10.31                          | 1.304                      |
| Big Chills                    | 9.69              | 2.7/10                 | 10.70                          | 1.119                      |
| Ghost In The Machine          | 8.97              | 2.6/9                  | N/A                            | 1.149                      |
| Save Our Souls                | 10.14             | 2.6/9                  | N/A                            | 1.117                      |
| Bloodline                     | 9.40              | 2.2/8                  | N/A                            | 1.236                      |
| Imaginary Friends And Enemies | 11.06             | 2.8/9                  | N/A                            | 1.231                      |
| Threshold                     | 11.57             | 2.9/10                 | 12.48                          | 1.397                      |
| Heart & Soul                  | 11.28             | 2.7/9                  | N/A                            | 1.273                      |
| Pieces Of You                 | 9.71              | 2.5/8                  | N/A                            | 1.279                      |
| Ball & Chain                  | 10.18             | 2.6/8                  | 10.95                          | 0.938                      |
| Life On The Line              | 10.64             | 2.5/8                  | 11.58                          | 1.224                      |
| This Joint's Haunted          | 10.58             | 2.5/8                  | 11.45                          | 1.301                      |
| Body Of Water                 | 11.18             | 2.8/9                  | 12.05                          | 1.227                      |
| Slow Burn                     | 11.41             | 2.8/9                  | 12.29                          | 1.292                      |
| Greek Tragedy                 | 10.30             | 2.4/8                  | N/A                            | 1.185                      |
| Ghost Busted                  | 11.54             | 2.7/9                  | 12.53                          | 1.123                      |
| Delusions Of Grandview        | 11.09             | 2.6/9                  | 12.13                          | 1.231                      |
| Leap Of Faith                 | 10.58             | 2.6/10                 | N/A                            | N/A                        |
| Thrilled To Death             | 10.08             | 2.5/9                  | N/A                            | N/A                        |
| Cursed                        | 9.23              | 2.2/8                  | N/A                            | N/A                        |
| Stage Fright                  | 9.79              | 2.4/9                  | N/A                            | N/A                        |
| Endless Love                  | 9.50              | 2.2/8                  | N/A                            | N/A                        |
| The Book Of Changes           | 9.15              | 2.1/9                  | N/A                            | N/A                        |